# وصیت‌‌نامه‌های دوازده شه‌پدر

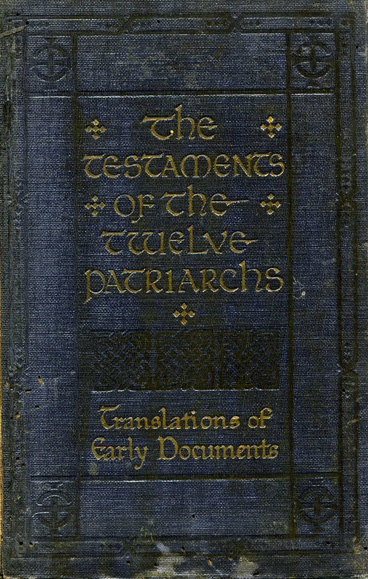
نسخه 1917 عهدنامه های دوازده پدرسالار.

وصیت‌‌نامه‌های دوازده شه‌پدر یا عهد دوازده شه‌پدر (به انگلیسی: Testaments of the Twelve Patriarchs) اسفار مشکوکی است که با کتاب مقدس مرتبط است. اعتقاد بر این است که این یک اثر دروغ‌نامیده‌ از فرمان‌های در حال مرگ دوازده پسر (اسباط اسرائیل) یعقوب است.